# نوعی دیگر
نوعی دیگر نام یک مجموعهٔ تلویزیونی ایرانی به کارگردانی بهروز بقایی است که در سال ۱۳۷۵ تولید و از شبکه تهران پخش شد.

## خلاصه داستان
در هر قسمت از این مجموعه تلویزیونی، یک موضوع خانوادگی-اجتماعی و دو نوع نگاه مختلف به آن مطرح می‌شود و تلاش می‌گردد تا راه‌های رسیدن به درک متقابل و میدان ندادن به اختلاف‌ها و ناهنجاری‌ها بررسی شود و این که، چگونه می‌توان خانه را به کانون محبت و شادی و تفاهم مبدل ساخت. شخصیت‌های اصلی این مجموعه، زن و شوهری به نام «خانم عزیز» و «آقای عزیز» هستند.

## بازیگران و عوامل تولید

### بازیگران ثابت
- بهروز بقایی
- پرستو گلستانی
- رضا فیاضی
- رامبد جوان
- شهناز صاحبی

### بازیگران میهمان
- مرتضی احمدی
- حبیب دهقان‌نسب
- مهرانه مهین ترابی
- مرتضی ضرابی
- محمدرضا هدایتی
- جعفر بزرگی
- قربان نجفی
- عباس شادروان

### عوامل تولید
- کارگردان هنری: بهروز بقایی
- کارگردان تلویزیونی و طراح نور: منوچهر شمسایی
- دستیار کارگردان و برنامه‌ریز: مسعود شاه‌محمدی
- فیلمنامه: مسعود شاه‌محمدی، محمد قدسیانی، آرش عرفانی
- تصویربرداران: سهیل نوروزی، مهدی مستوفی
- صدابرداران: رضا کشاورز، حسین نصیری
- چهره‌پردازان: مریم شکرایی، همایون ایزدپناه
- موسیقی: محمدرضا احمدیان
- تدوین: حسین غضنفری
- مدیر تدارکات: مهران رسام
- تهیه‌کننده: مسعود رسام
- فرمت تصویر: ویدئویی
- محصول: شبکه تهران
- سال تولید: ۱۳۷۵